# 650

## Догађаји
- Хазарски каганат се протеже од Дњепра до Каспијског мора и успоставља град Итил као своју престоницу на обали Каспијског мора. Северно се протеже до врха Волге. Њихови владари прихватају јеврејску религију, очигледно да би потврдили своју независност и од муслимана и од хришћана.
- Рашидунску армију под командом Абд ал-Рахмана ибн Рабије су уништили Хазари, у близини града Балањара (Северни Кавказ). Током битке, обе стране користе катапулте против друге.
- Краљ Освиу од Бернисије тражи подршку Ираца против снага Пенде. Док је у Ирској имао је везу са Фином, унуком краља Колмана Римида Уи Неила.
- Издат је први кинески папирни новац, али ове новчанице неће бити издате од стране владе све док их провинција Сечуан из доба династије Сунг не изда 1024. године, а централна влада Кине следи тај пример у 12. веку.
- Најранији потврђени датум помињања сталних насеља у области око данашњег Блафа, Јута.
- Јамајку су населили Остиноиди, преци Таина. Били су земљорадници, грнчари и сељани са друштвено сложеним друштвима. Ови људи су живели близу обале и интензивно су ловили корњаче и рибе.
- Изграђена је Црква Светог Мартина у Кентерберију у Енглеској.